# Дагва
Дагва (груз. დაგვა) — село в Грузии, на территории Кобулетского муниципалитета автономной республики Аджария.

## География
Село находится в юго-западной части Грузии, на левом берегу реки Дехвы, на расстоянии 4 километров (по прямой) к юго-востоку от города Кобулети, административного центра муниципалитета. Абсолютная высота — 131 метр над уровнем моря.

## Население
По результатам официальной переписи населения 2014 года, в Дагве проживало 2032 человека (1039 мужчин и 993 женщины). В национальной структуре населения грузины составляли 96,2 %, греки — 3,2 %, русские — 0,5 %.
| Год  | Население, человек |
| ---- | ------------------ |
| 2002 | 3432               |
| 2014 | ↘ 2032             |